# 松江中央郵便局
松江中央郵便局（まつえちゅうおうゆうびんきょく）は、島根県松江市にある郵便局。民営化前の分類では集配普通郵便局であった。

## 概要
住所：〒690-8799 島根県松江市東朝日町138

### 併設施設
- ゆうちょ銀行松江店（広島支店松江出張所）：取扱店番号530010 - 島根県内で唯一の同行直営店舗である。

### 分室
現在はなし

#### かつて存在した分室
- 平成町分室

〒690-0038 島根県松江市平成町182-9 日本通運松江支店ビル
2010年（平成22年）7月1日、旧JPエクスプレス島根統括支店松江支店跡地に、ゆうパック専門拠点として設置。ゆうゆう窓口の設置はなし。2019年（平成31年）2月18日、当局へ移管される形で廃止。

### 出張所（局外ATM）
民営化以前は以下の場所に出張所としてATMを設置していた。現在も同じ場所にATMがあるが、管理はゆうちょ銀行広島支店となっている。
- 国立療養所松江病院内出張所
- 島根大学内出張所
- 松江テルサ内出張所
- みしまや春日店内出張所
- みしまや田和山店内出張所
- イオン松江店内出張所
- イオン松江店南側内出張所

なお、イオン松江店内の各出張所はイオン松江SC内郵便局の開局と同時に廃止されている。

## 沿革
- 1872年8月4日（明治5年7月1日） - 松江郵便取扱所として開設[1]。
- 1873年（明治6年）4月 - 松江郵便役所となる[1]。
- 1875年（明治8年）1月1日 - 松江郵便局（二等）となる。翌日より為替取扱を開始[1]。
- 1878年（明治11年） - 貯金取扱を開始[1]。
- 1885年（明治18年） - 電信取扱を開始[1]。
- 1889年（明治22年）7月16日 - 松江郵便電信局となる[1]。
- 1903年（明治36年）4月1日 - 通信官署官制の施行に伴い松江郵便局となる[1]。
- 1947年（昭和22年）12月11日 - 郵便局で取扱う電話通話事務を除く電話事務を松江電話局に移管[2]。
- 1954年（昭和29年）3月 - 局舎増築落成。
- 1955年（昭和30年）8月1日 - 馬潟郵便局から集配業務を移管。
- 1986年（昭和61年）11月4日 - 松江市白潟本町から同市東朝日町に移転。
- 1987年（昭和62年）7月1日 - 松江中央郵便局に改称。
- 1992年（平成4年）8月3日 - 外国通貨の両替および旅行小切手の売買に関する業務取扱を開始。
- 2006年（平成18年）10月16日 - 古江郵便局（〒690-0199→〒690-0122）、本庄郵便局（〒690-1199→〒690-1102）、八雲郵便局（〒690-2199→〒690-2102）から集配業務を移管[3]。
- 2007年（平成19年）10月1日 - 民営化に伴い、併設された郵便事業松江支店、ゆうちょ銀行松江店、かんぽ生命保険松江支店に一部業務を移管。
- 2010年（平成22年）7月1日 - 郵便事業がJPエクスプレスの宅配便事業を譲受したことに伴い、平成町のJPエクスプレス島根統括支店松江支店の跡地に、郵便事業松江支店平成町分室を設置。
- 2012年（平成24年）10月1日 - 日本郵便株式会社の発足に伴い、郵便事業松江支店を松江中央郵便局に統合。
- 2016年（平成28年）1月12日 - かんぽ生命保険松江支店が当局から松江市御手船場町553-6松江駅前エストビルに移転[4]。
- 2019年（平成31年）2月17日 - ゆうゆう窓口の24時間営業を中止[5]。
- 2019年（平成31年）2月18日 - 郵便番号上2桁が69のゆうパックの地域区分業務を当局へ移管。これに伴い、松江中央郵便局平成町分室を廃止。

## 取扱内容

### 松江中央郵便局
- 郵便、印紙、ゆうパック、内容証明
- 生命保険、バイク自賠責保険、自動車保険、がん保険、引受条件緩和型医療保険 - 平日18時まで営業。
- 地方公共団体事務（松江市指定ゴミ袋の販売）
- 郵便番号の上2桁が69の地域（島根県のうち隠岐郡を除く区域）あての郵便物・ゆうパックを配達局および各地域区分局ごとに区分する業務[6]（地域区分局）
  - 自局配達分を含む一部地域のゆうパックの仕分け業務は、米子郵便局が担当する。
- 松江市、安来市（安来支店担当地域を除く）、雲南市、仁多郡奥出雲町、飯石郡飯南町の郵便物の取り集め。
- 松江市内の一部地域（旧松江市（秋鹿、大野地区を除く）、鹿島町の鹿島東地区（御津を除く）、八雲町：690-00xx、690-08xx、690-85xx、690-86xx、690-87xx、690-01xx、690-11xx、690-21xx）の集配業務
- ゆうゆう窓口

### ゆうちょ銀行松江店
- 貯金、貸付、為替、振替、振込、国際送金、外貨両替、トラベラーズチェック、国債、投資信託、確定拠出年金、変額年金保険 - 平日18時まで営業。
- ATM

## 周辺
- イオン松江ショッピングセンター
- くにびき大橋
- 島根県立産業交流会館（くにびきメッセ）

## アクセス
- JR山陰本線 松江駅（北口）から徒歩約7分
- 松江市バス 中央郵便局前停留所下車
- 山陰自動車道 松江中央ICから北へ約3km
- 駐車場あり：30台